# European Air Charter

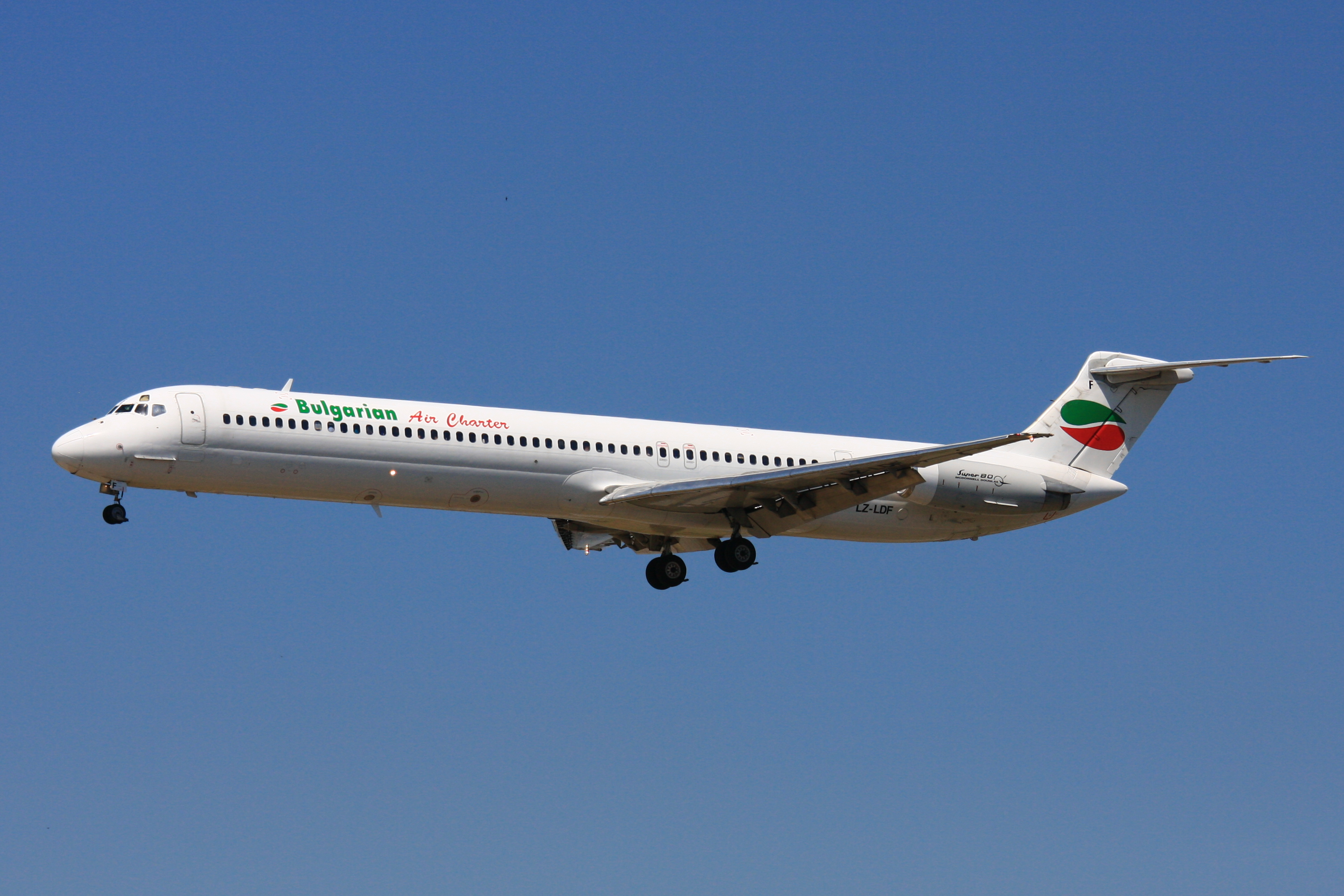
MD-82 Болгариан Ейр Чартер

Болгариан Ейр Чартер (болг. Българиан еър чартър, англ. Bulgarian Air Charter) — чартерна авіакомпанія, що базується в Софії, Болгарія.
Здійснює чартерні рейси між болгарськими містами Пловдів, Софія і Варна і європейськими країнами. Головною базою є аеропорт Софії, хабами є аеропорти Пловдіва, Бургаса і Варни.

## Історія
Авіакомпанія була створена в 2000 і початку операції 14 грудня 2000 року. Належить Aviation Service Group. Штат авіакомпанії становить 240 чоловік.

## Призначення
Основними напрямками Болгариан Ейр Чартер є Австрія, Бельгія, Болгарія, Чехія, Данія, Франція, Німеччина, Угорщина, Ізраїль, Польща, Словаччина, Швейцарія.

## Флот
Флот Bulgarian Air Charter станом на травень місяць 2008 року):
- 6 McDonnell Douglas MD-82 (один літак передано в операційну оренду Club Air)
- 6 McDonnell Douglas MD-83
- 1 Ту-154M (зданий в оренду Red Wings Airlines)

На 3 червня 2008 року середній вік флоту Bulgarian Air Charter становив 19.3 року ().